# 施鎮洋
施鎮洋（1946年—），彰化縣鹿港鎮人，臺灣木雕工藝師，泉州傳統雕刻技藝，參與參與多項廟宇修復，2009年國家工藝成就獎得主，2011年被指定為臺灣人間國寶。

## 生平
施鎮洋，1946年出生於彰化鹿港，父親施坤玉為傳統建築之大木匠師，專職寺廟與神龕，因受父親影響，對於木雕工藝有濃厚興趣。1958年，鹿港鎮文開國小畢業後於後考取鹿港初中，14歲時輟學投入父親承攬的寺廟木雕職場。1966年，施鎮洋21歲入空軍高礮部隊服役，1971年，經由大甲鎮瀾宮修建委員會主任委員蔡裕卿介紹與大甲蔡美燕小姐結婚，育有二女一男。

### 傳統建築木雕期(1964年~2003年)
1964年施鎮洋19歲，第一次隨侍父親出遠門承攬屏東里港雙慈宮製作正殿與凌霄寶殿神龕，接著參與大甲鎮瀾宮神龕中港與后壁五面龍形大浮雕製作，竹山李勇廟、大庄浩天宮、台中孔子廟神龕、彰化太極恩主寺大門、藻井之製作。34歲離開父親施坤玉團隊，於鹿港鎮成立華泰雕刻工藝中心，自立門戶開始承接木雕如神龕或神桌製作等。1986年，獲第國際獅子會民間寺廟雕刻「金獅獎」，同年，受聘彰化縣文化局「台灣省政府教育廳薪傳研習班」木雕課老師。隨著臺灣興起古蹟修復，施鎮洋開始受託修復傳統建築，如1991年受託承修第二級古蹟彰化元清觀、1994年承修第三級古蹟鹿港城隍廟門堵及新建三川門部分。

### 創作期(1982年~)
1982年，施鎮洋應邀參加鹿港國際青年商會舉辦的全國民俗才藝活動，活動中前副總統謝東閔建議創作小型工藝作品方便觀賞收藏，逐漸轉入木雕創作領域並積極參展。作品《鹿苑長春》、《荷塘清趣》、《富貴白頭》、《瓜瓞綿綿》、《帶子上朝》、《降福》、《偷閒》等獲國立臺灣博物館、國立傳統藝術中心、法國巴黎中華新聞文化中心、國立臺灣工藝研究發展中心等單位典藏。1992年，獲教育部民族藝術薪傳獎。1996年，獲頒中興文藝獎章並獲選為國立傳統藝術中心籌備處木雕傳習教師。

### 傳習教學期(2003年~)
1986年，施鎮洋於 41 歲受聘為彰化縣文化局「台灣省政府教育廳薪傳研習班」木雕課程老師，之後在 52 歲那年開始為期四年，執行文建會國立傳統藝術中心籌備處「施鎮洋木雕傳習計畫」，並於 55 歲那年起受聘至大學相關系所授課，包括國立台南藝術大學古物維護研究所、國立雲林科技大學文化資產維護系、逢甲大學歷史與文物管理研究所，至今仍致力於木雕創作與教育推廣。
2009年獲國家工藝成就獎，2011年行政院文化建設委員會(現文化部)指定為重要傳統藝術「傳統木雕」保存者。

## 作品及風格
施鎮洋泉州傳統雕法技巧純熟，熟稔大、小木作及鑿花等技藝。其創作部分,喜歡摹擬書家的筆意線條、取材傳統文化，重視吉祥意涵，以陰刻或鏤空透雕呈現。

### 傳統建築作品
- 1979年，承作彰化福吉佛堂神龕與大八仙桌[6]
- 1980年，承作彰化城隍廟神輿與大八仙桌[2]
- 1981年，承作彰化太極寺凌霄寶殿神龕[2]
- 1984年，承作彰化白雲寺神龕[2]
- 1987年，國家第二級古蹟彰化元清觀（天公壇）修整(至1991年)[2]
- 1988年，台北市立動物園「中華的動物- 龍」木雕作品[2]
- 1994年，國家三級古蹟鹿港城隍廟維護整修負責木雕部份[2]
- 1999年，大溪仁安宮廟宇拆除古物整修維護[2]
- 2003年，彰化福善寺敦設計製作佛堂大八仙桌與長案[2]
- 2009年，承作立台灣師範大學日式裱褙修復工作桌[2]

### 工藝作品
- 〈平平安安(四季六屏)〉2009，國立臺灣工藝研究發展中心藏；陰刻技法[7]
- 〈超登采石〉2009，國立臺灣工藝研究發展中心藏；浮雕技法配合牛樟素材創作[8]
- 〈苦盡甘來〉2012，臺南市美術館藏，透雕技法[9]
- 〈荷塘清趣〉2019，國立臺灣工藝研究發展中心藏；透雕技法[10]。
- 〈富貴白頭〉1986，國立臺灣博物館藏[11]